# دال هندی
دال هندی (نام علمی: Gyps indicus) نام یک گونه از سرده دژکاک است.